# (19210) Higayoshihiro
(19210) Higayoshihiro est un astéroïde de la ceinture principale.

## Description
(19210) Higayoshihiro est un astéroïde de la ceinture principale. Il fut découvert le 25 décembre 1992 à Geisei par Tsutomu Seki. Il présente une orbite caractérisée par un demi-grand axe de 2,58 UA, une excentricité de 0,24 et une inclinaison de 4,1° par rapport à l'écliptique.